# Espagueti

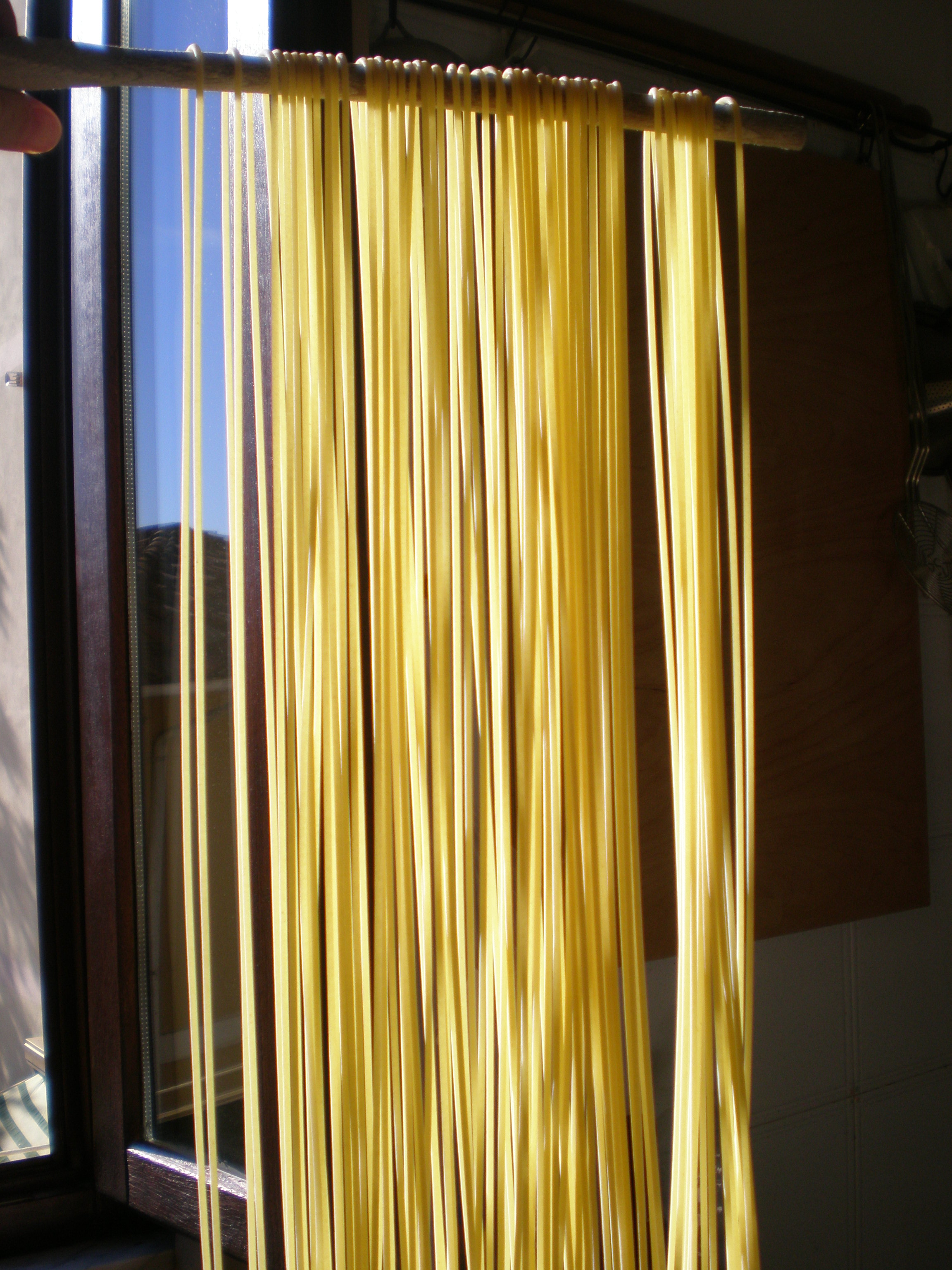
Espaguetis frescos.

El espagueti (del italiano, spaghetti [spaˈɡetti]; en singular, spaghetto) es un tipo de pasta italiana elaborada con harina de grano duro y agua. Tiene forma de delgada cuerda larga, sección circular y un tamaño aproximado entre 25 y 30 centímetros. Se trata de uno de los ingredientes más representativos de la gastronomía italiana, cuya popularidad trasciende a otros países.

## Historia

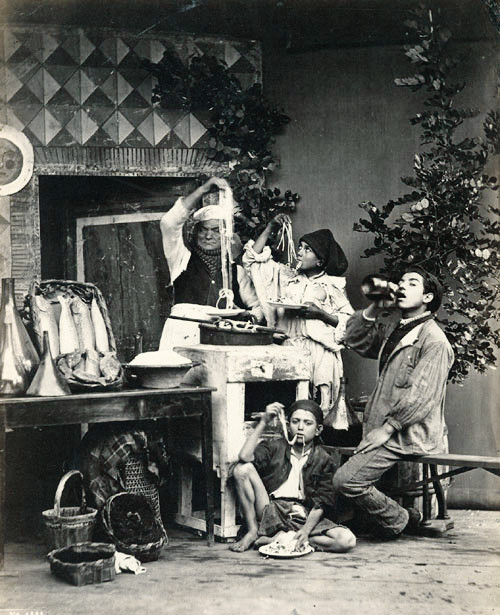
«Comedores de espagueti», fotografía de Giorgio Sommer en la década de 1860.

La primera referencia a la pasta seca y a la industria de la pasta en Italia es una descripción del Reino de Sicilia en tiempos de Roger II en el siglo XII. En la obra geográfica Kitab Ruyar («El libro de Roger»), el cartógrafo Al-Idrisi describe que en Trabia, a 29 kilómetros de Palermo, hay molinos donde se fabrica pasta hilada y moldeada manualmente, a la que él llama itriyya (en árabe, pasta cortada en tiras finas), y derivada a su vez del lagănum de época romana, que era exportada a otros mercados del Mediterráneo.
La palabra spaghetti se utilizó por primera vez en el poema «Li maccheroni di Napoli» (Antonio Viviani, 1824), y es un diminutivo del término spago, que en italiano significa «cordón». Desde entonces la palabra spaghetti sustituye otros términos italianos más antiguos como maccheroni (o maccaroni) y vermicelli (literalmente “gusanitos”, en italiano), utilizados anteriormente para referirse a los spaghetti.
En lo que respecta a su consumo, los espaguetis se servían al principio sólo con aceite de oliva y ajo picado (aglio e olio), o con queso y pimienta (cacio e pepe). Es a partir del siglo XVIII cuando se consolida el consumo de pasta con salsa de tomate, documentada en el recetario Cucina teorico pratica de Ippolito Cavalcanti (1837) en dos recetas: «I vermicelli con lo pommodoro» (vermicelli con tomate) y «Ragù napoletano».

## Preparación

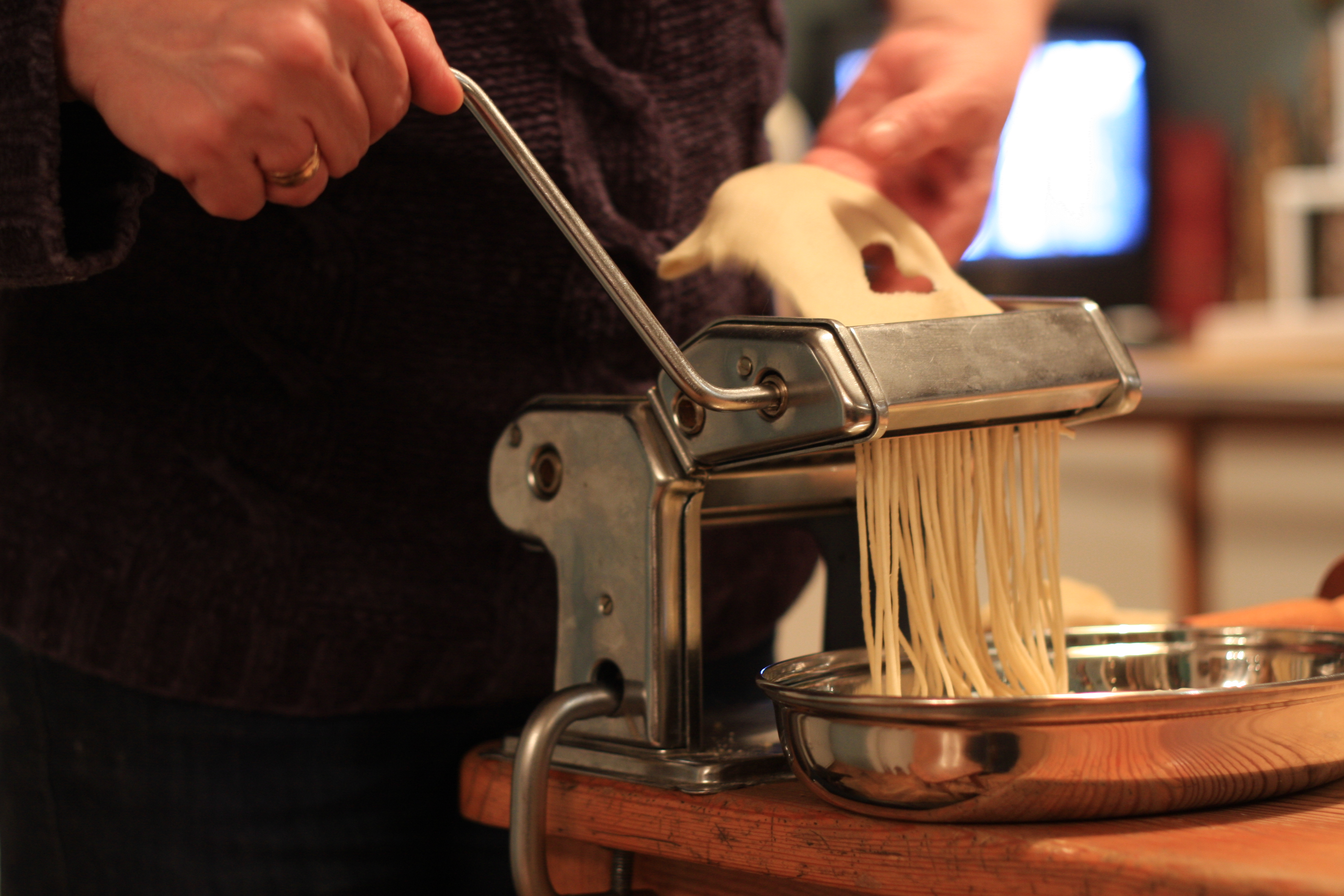
Máquina para hacer pasta.

La pasta fresca se prepara con harina de grano duro y agua como ingredientes básicos para la masa. De forma artesanal, la masa se estira con un rodillo al grosor deseado y después se corta con un cuchillo en finas cuerdas, cuyo tamaño oscila entre 25 y 50 centímetros. Existen también máquinas para hacer pasta que simplifican el proceso y permiten un corte más uniforme. Una vez se han obtenido los espaguetis, deben colgarse para su secado antes de ser cocinados. No obstante, los espaguetis que más se consumen son los industriales, manufacturados por extrusión.
Para cocinar espaguetis, ya sean frescos o industriales, se necesita hervir la pasta en una olla con agua salada hasta que se ablandan. La consistencia más habitual en Italia es al dente, es decir, que ofrece cierta resistencia al ser mordida. Bajo ninguna circunstancia debe echarse aceite al agua de cocer la pasta, siendo este un error habitual en muchos países.
Una vez ha terminado la cocción, se sacan los espaguetis con un colador (en italiano, scolapasta) o con pinzas para sacar el agua sobrante. Si se quiere echar salsa de tomate o cualquier otra variedad, es recomendable que los espaguetis se acaben en la sartén y se salteen un par de minutos para ligar los sabores. Al emplatar, es habitual echar por encima un poco de queso rallado (parmesano, Pecorino Romano o Grana Padano).
Hay diferentes variedades de espaguetis en función del diámetro. De menor a mayor se encuentran los spaghettini (n. 3), los spaghetti (n. 5) y los spaghettoni (n. 8).

## Platos de espaguetis

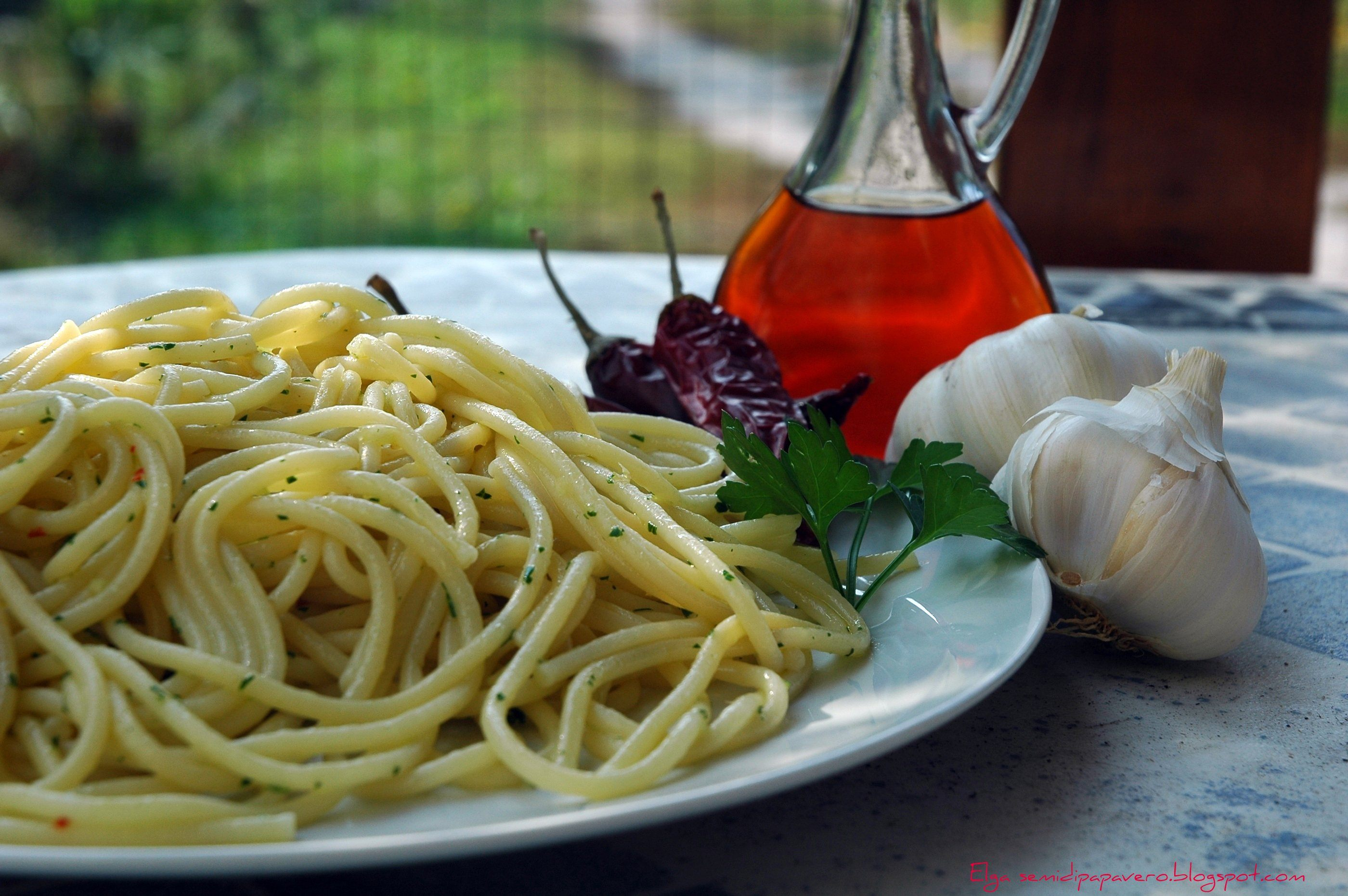
Espaguetis con ajo y aceite

En este apartado se recogen solo algunas de las variantes más conocidas a la hora de preparar espaguetis:
- Spaghetti alle vongole: espaguetis con un sofrito de ajo y aceite de oliva, vino blanco y almejas. Se trata de un plato representativo de la cocina napolitana.
- Spaghetti alla puttanesca: espaguetis salteados con aceite de oliva, ajo, tomate, guindilla, alcaparras, aceitunas negras y anchoas. La receta tiene origen en el sur de Italia y su traducción literal es «espagueti al estilo de las prostitutas»
- Espaguetis con albóndigas: plato de la gastronomía italoestadounidense en el que los espaguetis se saltean con albóndigas de carne en salsa de tomate.
- Carbonara: plato originario del Lacio cuya receta original incluye yema de huevo, queso pecorino romano, guanciale y pimienta negra.
- Cacio e pepe: espaguetis salteados con pimienta negra, queso pecorino y agua de la cocción de la pasta. Es tradicional de Roma.

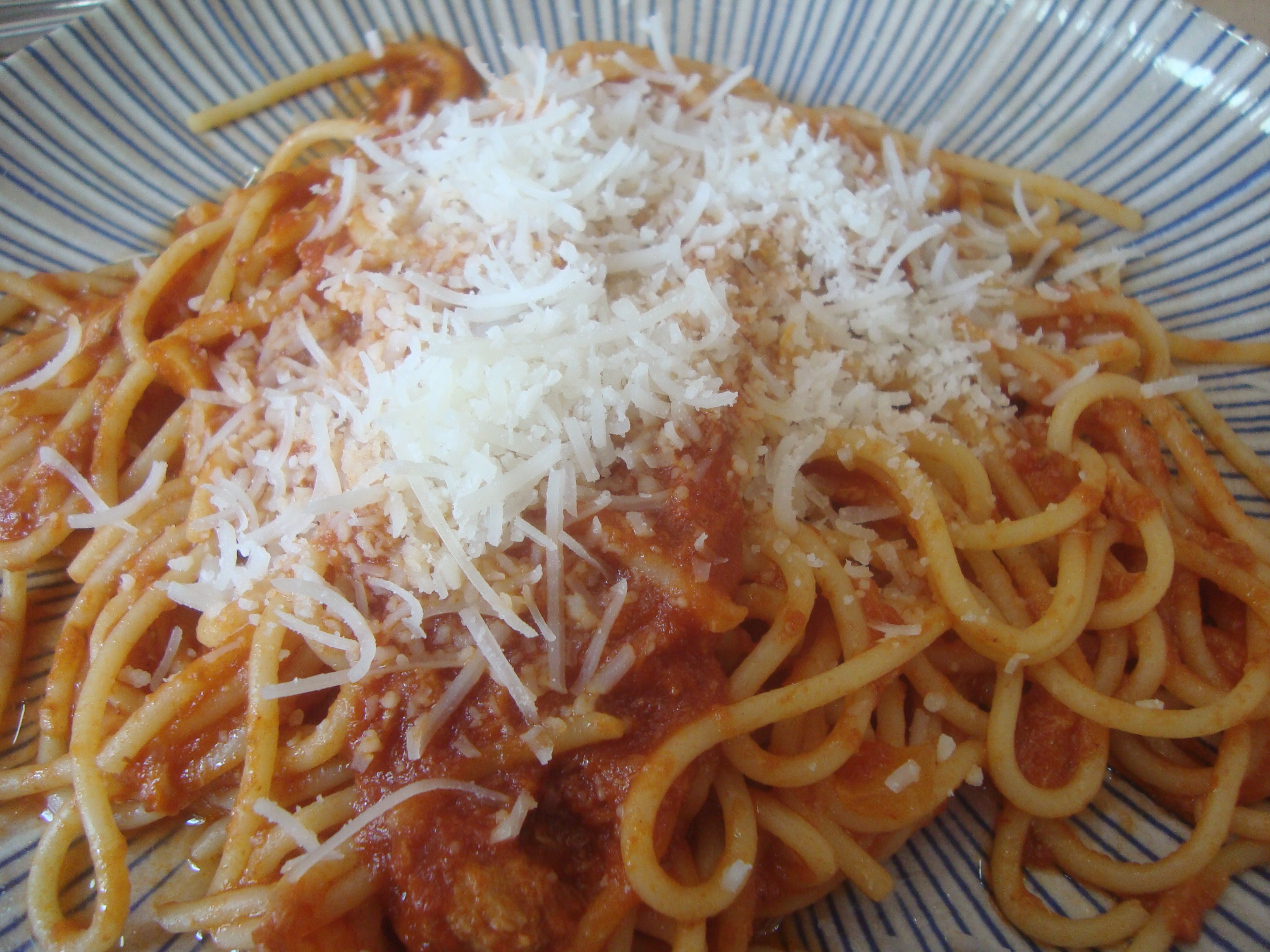
Espaguetis con salsa de tomate, carne picada y queso rallado (España).